# Salticus major
Salticus major is een spinnensoort in de taxonomische indeling van de springspinnen (Salticidae).
Het dier behoort tot het geslacht Salticus. De wetenschappelijke naam van de soort werd voor het eerst geldig gepubliceerd in 1868 door Eugène Simon.